# Ahmasvesi
Ahmasvesi är en sjö i Nystads stad och Vemo kommun i Finland.   Den ligger i landskapet Egentliga Finland, i den sydvästra delen av landet, 190 km väster om huvudstaden Helsingfors. Ahmasvesi ligger 0,2 meter över havet. Arean är 2,6 kvadratkilometer och strandlinjen är 15,95 kilometer lång. Sjön  ingår i Skärgårdshavets kustområde, Åland.   I omgivningarna runt Ahmasvesi växer i huvudsak barrskog.